# Шепелевич, Лев Юлианович
Лев Юлианович Шепелевич (1863—1909) — российский историк литературы.

## Биография
Лев Юлианович Шепелевич родился в 1863 годув городе Витебске. Высшее образование получил на историко-филологическом факультете Харьковского и Новороссийского императорского университетов.
В 1887 году Л. Ю. Шепелевич был командирован за границу, где занимался германскими и римскими надписями и литературами (в Мюнхене, Вене и Италии).
В 1892 году Шепелевич Л. Ю. получил степень магистра всеобщей литературы за диссертацию «Видение святого Павла», в 1896 году — степень доктора наук, за диссертацию «Кудруна».
После этого состоял профессором в Харьковском университете.
Л. Ю. Шепелевич написал предисловия к «Венецианскому купцу», «Королю Джону», «Генриху VIII» в изд. Шекспира под ред. С. А. Венгерова; статьи о современных писателях в «Северном вестнике», «Космополисе», «Неделе», «Харьковских Ведомостях», «Новостях», «Образовании» и др. (часть их вошла в сборник «Наши современники»); «Лекции о Фаусте» (2 т.) и др.
Несколько работ Шепелевич Л. Ю. напечатал в польском журнале «Ateneum» и «Wisła», испанском «Rev. de los archivos etc.».
Очерк Шепелевича о Гауптмане переведен на немецкий язык (в журнале «Internationale Literaturberichte» за 1897 г.).
Шепелевич является одним из авторов «Энциклопедического словаря Брокгауза и Ефрона».
Лев Юлианович Шепелевич скончался в 1909 году.